# Prix Libraires en Seine Corinne-Kim
Le prix Libraires en Seine Corinne-Kim est un prix littéraire français créé en 2012 par un réseau de librairies indépendantes de l'Ouest parisien. Les libraires composent une première sélection et proposent ensuite six finalistes à un jury de lecteurs. En 2023, le prix se voit ajouter le nom de Corinne Kim, cofondatrice de la structure et gérante de la librairie Bagatelle à Neuilly-sur-Seine, disparue en avril de la même année. Le prix intègre également des sélections Jeunesse sous le nom « P'tits Bouquineurs ».

## Lauréats
Les lauréats du prix sont les romans suivants :
- 2013[5] : Arrive un vagabond (Heading Out to Wonderful) de Robert Goolrick
  - La Part du feu de Hélène Gestern
  - Le Dernier Lapon d'Olivier Truc
  - Les Désorientés d'Amin Maalouf
  - La capitana d'Elsa Osorio
  - Heureux les heureux de Yasmina Reza
- 2014[6] : Kinderzimmer de Valentine Goby
  - La Lettre à Helga de Bergsveinn Birgisson
  - Faillir être flingué de Céline Minard
  - Petites scènes capitales de Sylvie Germain
  - Pietra viva de Léonor de Récondo
  - Le Tango de la vieille garde (El tango de la guardia vieja) d'Arturo Pérez-Reverte
- 2015[7] : Jacob, Jacob de Valérie Zenatti
  - Hérétiques (Herejes) de Leonardo Padura
  - Marina Belleza de Silvia Avallone
  - Le roi disait que j'étais diable de Clara Dupont-Monod
  - Orphelins de Dieu de Marcu Biancarelli
  - Autour du monde de Laurent Mauvignier
- 2016[8] : Otages intimes de Jeanne Benameur
  - Il était une ville de Thomas B. Reverdy
  - Intérieur nuit de Marisha Pessl
  - La Ballade du Calame d'Atiq Rahimi
  - Vie et mort de Sophie Starck d'Anna North
- 2017[9] : Deux Remords de Claude Monet de Michel Bernard
  - The Girls d'Emma Cline
  - Station Eleven d'Emily St. John Mande
  - Hiver à Sokcho d'Elisa Shua Dusapin
  - La Danse des vivants d'Antoine Rault
  - Songe à la douceur de Clémentine Beauvais
- 2018[10] : Le Jour d'avant de Sorj Chalandon
  - Gabriële d'Anne et Claire Berest
  - Le Camp des autres de Thomas Vinau
  - Glaise de Franck Bouysse
  - La Nuit des béguines d'Aline Kiner
  - Sucre noir de Miguel Bonnefoy
- 2019[11] : Là où les chiens aboient par la queue d'Estelle-Sarah Bulle
  - L'Arbre-monde (The Overstory) de Richard Powers
  - Ça raconte Sarah de Pauline Delabroy-Allard
  - Isidore et les Autres de Camille Bordas
  - Ma dévotion de Julia Kerninon
  - Le Roi chocolat de Thierry Montoriol
- 2020[12] : Opus 77 d'Alexis Ragougneau
  - À crier dans les ruines d'Alexandra Koszelyk
  - Borgo Vecchio de Giosuè Calaciura
  - De pierre et d'os de Bérengère Cournut
  - Une bête au paradis de Cécile Coulon
  - Vaincre à Rome de Sylvain Coher
- 2021[13] : Entre fauves de Colin Niel
  - Apeirogon de Colum McCann
  - Ce qu'il faut de nuit de Laurent Petitmangin
  - Chavirer de Lola Lafon
  - Les Graciées de Kiran Millwood Hargave
  - Un jour ce sera vide de Hugo Lindenberg
- 2022[14] : Hamnet de Maggie O'Farrell
  - Les Enfants de la Volga (Deti moi) de Gouzel Iakhina
  - Ultramarins de Mariette Navarro
  - Furies de Julie Ruocco
  - Indice des feux d'Arnaud Desjardins
  - Rien ne t'appartient de Nathacha Appanah
- 2023[15] : Le Soldat désaccordé de Gilles Marchand
  - La Nuit des pères de Gaëlle Josse
  - Les Corps solides de Joseph Incardona
  - Les Échassiers d'Isabelle Aupy
  - Pas de souci de Luc Blanvillain
  - Zizi Cabane de Bérengère Cournut
- 2024[16] : Ce que je sais de toi d'Éric Chacour
  - Danser encore de Charles Aubert
  - Éden (Eden) d'Auður Ava Ólafsdóttir
  - Et vous passerez comme des vents fous de Clara Arnaud
  - La Colère et l'Envie d'Alice Renard
  - Le Roitelet de Jean-François Beauchemin
- 2025[17] : La Petite Bonne de Bérénice Pichat
  - Alors c'est bien de Clémentine Mélois
  - Badjens de Delphine Minoui
  - La Petite Bonne de Bérénice Pichat
  - Le Dernier Thé de maître Sohô de Cyril Gély
  - Terres promises de Bénédicte Dupré La Tour
  - Traverser les montagnes, et venir naître ici de Marie Pavlenko